# District de Tunxi
Le district de Tunxi (屯溪区 ; pinyin : Túnxī Qū) est une subdivision administrative de la province de l'Anhui en Chine. Il est placé sous la juridiction de la ville-préfecture de Huangshan.